# Phoebe sumatrana
Phoebe sumatrana är en lagerväxtart som beskrevs av Friedrich Anton Wilhelm Miquel. Phoebe sumatrana ingår i släktet Phoebe och familjen lagerväxter. Inga underarter finns listade i Catalogue of Life.